# Undecano-1,4-lacton
Undecanono-1,4-lacton (auch Undecan-1,4-olid oder γ-Undecanolacton) ist eine organische Verbindung aus der Gruppe der Lactone.

## Herstellung
Undecano-1,4-lacton kann hergestellt werden durch Photoreaktion von 1-Octanol mit Methylacrylat in Acetonitril mit einem organischen Katalysator. Eine Alternative ist die Cyclisierung von 3-Undecensäure mit para-Toluolsulfonsäure. 10-Undecensäure kann durch Reaktion mit einer ionischen Flüssigkeit aus Cholinchlorid und Zinkchlorid (Cholinchlorid•2 ZnCl2) isomerisiert und cyclisiert werden, wobei hauptsächlich Undecano-1,4-lacton und in geringerer Menge Undecano-1,5-lacton entstehen. Eine ähnliche Cyclisierung von 10-Undecensäure zu Undecano-1,4-lacton gelingt mit Silbertriflat in Chlorbenzol.

## Verwendung
Undecano-1,4-lacton wird weltweit in der Größenordnung von über 1000 Tonnen pro Jahr als Duftstoff verwendet. Es wird als Pfirsicharoma verwendet und ist in der EU unter der FL-Nummer 10.002 als Aromastoff für Lebensmittel zugelassen.